# Ellen Albertini Dow
Ellen Rose Albertini Dow (16 de novembro de 1913 – 4 de maio de 2015) foi uma atriz norte-americana.
Participou de filmes como "Patch Adams: O amor é contagioso", "Mudança de hábito", e "Penetras bons de bico". Ficou conhecida por cantar "Rapper's Delight" em uma cena do filme "Afinado no amor" (1998).